# Periallactis aclina
Periallactis aclina är en fjärilsart som beskrevs av Turner 1932. Periallactis aclina ingår i släktet Periallactis och familjen praktmalar, Oecophoridae. Inga underarter finns listade i Catalogue of Life.